# Übers Ende der Welt
«Übers Ende der Welt» (англ. Over the End of the World) та «Ready, Set, Go!» — рок-пісні німецького  гурту в жанрі альтернативного року Tokio Hotel. Німецькомовна версія пісні, «Übers Ende der Welt», була випущена як перший сингл їхнього другого альбому Zimmer 483, там же ця пісня є вступною. 
Пізніше пісню було перекладено під назвою «Ready, Set, Go!» для першого англомовного альбому Tokio Hotel — Scream . У материковій Європі цю пісню було випущено як другий сингл Scream, а у Великій Британії та Канаді він став їхнім дебютним синглом. Музичне відео було висунуте у номінації «Best Pop Video» у доповнення до перемоги гурту в категорії «Best New Artist» на 2008 MTV Video Music Awards.
Незабаром ця пісня з'явилася у європейській версії комп'ютерної гри Guitar Hero On Tour: Decades і як завантажувальний трек у Rock Band series.

## Музичне відео
Муз. відео для німецькомовної версії пісні, «Übers Ende der Welt», показує чотирьох учасників гурту у ролі робітників, котрі, поряд зі своїми онімілими товаришами йдуть через футуристичне, проте понуре місто. Всі вони зодягнені в однаковий спецодяг і разом несуть якісь кабелі. Коли робітники проходять через коридор, вони помічають, що Tokio Hotel грають пісню на сцені в кінці коридору. Робітники, разом з учасниками гурту (тими, які грають роль робітників), пробігають повз сцену і починають видиратися вгору по стіні хмарочосу. До відео також включені сцени, де показується їдальня з робітниками (в них повністю відсутній вираз обличчя), котрі сидять і дивляться в тестовий екран, який з часом вибухає. Відео закінчується тим, як учасники гурту (ті, що у ролі робітників) задираються на вершину хмарочосу і їх починає сліпити яскраве світло згори.
Остання версія відео на пісню «Ready, Set, Go!» аналогічна з відеоверсією «Übers Ende der Welt».
На початку 2008 року, альтернативне музичне відео до пісні «Ready, Set, Go!» часто показувалося на кабельному телеканалі The N в перервах між рекламними паузами. Ця версія не містила показу членів гурту як робітників, проте демонструвала гурт, який виступає спереду тестового екрану (як в оригінальному німецькомовному відео).
Відео увійшло до списку в Much More Music Top 10  якраз тоді, коли гурт виступав у Торонто.

## Перелік форматів та доріжок
Тут показано перелік форматів та доріжок для основних сингл-релізів «Übers Ende der Welt» і «Ready, Set, Go!».
- CD-сингл: Übers Ende der Welt

1. «Übers Ende der Welt» (сингл-версія) — 3:35
2. «Übers Ende der Welt» (акустична версія) — 3:27

- CD максі-сингл: Übers Ende der Welt

1. «Übers Ende der Welt» (сингл-версія) — 3:35
2. «Übers Ende der Welt» (акустична версія) — 3:27
3. «Hilf mir fliegen» — 3:44
4. «Tokio Hotel in Moskau» (відео)
5. «Tokio Hotel Gallery»

- 7" Vinyl британський сингл: Ready, Set, Go!

1. «Ready, Set, Go!» — 3:34
2. «Black» — 3:21

- - CD-сингл: Ready, Set, Go!

1. «Ready, Set, Go!» — 3:34
2. «Übers Ende der Welt» (сингл-версія)- 3:35
3. «Übers Ende der Welt» (акустична версія) — 3:27
4. «Hilf mir fliegen» — 3:44

- Британський CD-сингл: Ready, Set, Go!

1. «Ready, Set, Go!» — 3:34
2. «Live Every Second» — 3:51

- CD максі-сингл: Ready, Set, Go!

1. «Ready, Set, Go!» — 3:34
2. «Ready, Set, Go!» (ремікс Grizzly) — 3:16
3. «Black» — 3:21
4. «Ready, Set, Go!» (музичне відео)

## Чарти
| Чарт (2007) 1                                          | Максимальна позиція |
| ------------------------------------------------------ | ------------------- |
| Ö3 Austria Top 40                                      | 1                   |
| Бельгійський Singles Chart                             | 30                  |
| Данський Singles Chart                                 | 3                   |
| Французький Singles Chart                              | 5                   |
| Німецький Singles Chart                                | 1                   |
| Швейцарський Singles Chart                             | 2                   |
| Чарт (2007-2008) 2                                     | Максимальна позиція |
| Бельгійський Singles Chart                             | 26                  |
| Канадський Hot 100                                     | 80                  |
| Нідерландський Top 40                                  | 31                  |
| Мексиканський Top 100                                  | 50                  |
| Британський Singles Chart                              | 77                  |
| Американський Billboard Bubbling Under Hot 100 Singles | 19                  |

Замітки
- 1: Перша таблиця чартових позицій (2007) стосується пісні «Übers Ende der Welt»
- 2: Друга таблиця чартових позицій (2007-2008) стосується англомовної версії — «Ready, Set, Go!»